# 3.ª División (Ejército Imperial Japonés)
La 3.ª División (第三師団, Dai-san shidan) era una división de infantería del Ejército Imperial Japonés. Su distintivo de llamada era División de la Felicidad (幸兵団, Sachi-heidan).

## Historia
La 3.ª División se formó en Nagoya en enero de 1871 como la Guarnición de Nagoya (名古屋鎮台, Nagoya chindai), uno de los seis mandos regionales creados en el incipiente Ejército Imperial Japonés. La Guarnición de Nagoya tenía la responsabilidad de la región central de Japón. Esta región era conocida como el distrito de Chūbu y se extendía desde la prefectura de Aichi hasta la prefectura de Ishikawa. Por recomendación del asesor militar prusiano Jakob Meckel al gobierno japonés, los seis mandos regionales se transformaron en divisiones en virtud de la reorganización del ejército del 14 de mayo de 1888.
Como una de las divisiones más antiguas del Ejército Imperial Japonés, la 3.ª División participó en operaciones de combate durante la Primera guerra sino-japonesa, la Guerra ruso-japonesa, la intervención en Siberia y el incidente de Shandong.
Algunos de sus comandantes más notables fueron Katsura Tarō, Hasegawa Yoshimichi, Uehara Yūsaku y Nobuyoshi Mutō.
El 9 de diciembre de 1938, la 3.ª División quedó subordinada al 11.º Ejército y, posteriormente, fue una de las divisiones asignadas al Ejército Expedicionario de China, con sede en Nankín. Como una de las unidades más poderosas (unidades de "ruptura") en el teatro de operaciones, la 3.ª División combatió en casi todas las batallas en el centro de China. Durante la campaña de Zhejiang-Jiangxi, se convirtió en una división triangular el 4 de julio de 1942. Más tarde sirvió durante un tiempo como cuartel general y división de guarnición para la estratégica provincia de Zhejiang.

### Batallas y campañas en China (1937 - 1945)
| Batalla                     | Fecha de inicio de la batalla | Zona                                                  |
| --------------------------- | ----------------------------- | ----------------------------------------------------- |
| Batalla de Shanghái         | 22 de agosto de 1937          | Chuanshakou - Shanghai                                |
| Batalla de Xuzhou           | 14 de febrero de 1938         | sur de Xuzhou                                         |
| Batalla de Wuhan            | 22 de agosto de 1938          | Xinyang                                               |
| Batalla de Suixian-Zaoyang  | 3 de mayo de 1939             | Tongbai - Suixian                                     |
| Batalla de Changsha (1939)  | 1 de septiembre de 1939       | Hubei - Hunan - Changsha                              |
| Ofensiva de Invierno        | 13 de diciembre de 1939       | Tingsiqiao - Xinyang                                  |
| Batalla de Zaoyang-Yichang  | 1 de mayo de 1940             | Xiangyang - Xiakou, condado de Nanzhang               |
| Campaña del Hubei Central   | 23 de noviembre de 1940       | Suizhou                                               |
| Batalla del Sur de Henan    | 24 de enero de 1941           | Ye County, 保安鎮 city                                |
| Batalla de Changsha (1941)  | 7 de septiembre de 1941       | orilla sur del río Miluo - Huashan, condado de Xinhua |
| Batalla de Changsha (1942)  | 24 de diciembre de 1941       | Yueyang - río Miluo - río Liuyang - río Miluo         |
| Campaña de Zhejiang-Jiangxi | 15 de mayo de 1942            | ?                                                     |
| Batalla del oeste de Hubei  | 9 de abril de 1943            | orilla norte del lago Dongting                        |
| Batalla de Changde          | 2 de noviembre de 1943        | sur de Changde - Changde - sur de Changde             |
| Batalla de Changsha (1944)  | 27 de mayo de 1944            | Wanyang Shan - Liuyang                                |
| Batalla de Guilin-Liuzhou   | septiembre de 1944            | sur de Liuzhou                                        |

- La batalla de Henan Occidental-Hubei del Norte (posiblemente enredada con la 3.ª División Blindada)

Al final de la Segunda Guerra Mundial, con la disolución del Ejército Imperial Japonés, la 3.ª División se disolvió formalmente en Zhejiang.